# فرودگاه بقیق
فرودگاه بقیق (به انگلیسی: Abqaiq Airport) یک فرودگاه خصوصی است که یک باند فرود آسفالت دارد و طول باند آن ۱۸۵۱ متر است. این فرودگاه در شهر بقیق کشور عربستان سعودی قرار دارد و در ارتفاع ۷۰ متری از سطح دریا واقع شده‌است.